# Phyllophaga cahitana
Phyllophaga cahitana är en skalbaggsart som beskrevs av Moron 2001. Phyllophaga cahitana ingår i släktet Phyllophaga och familjen Melolonthidae. Inga underarter finns listade i Catalogue of Life.